# St. Stephanus (Kornelimünster)

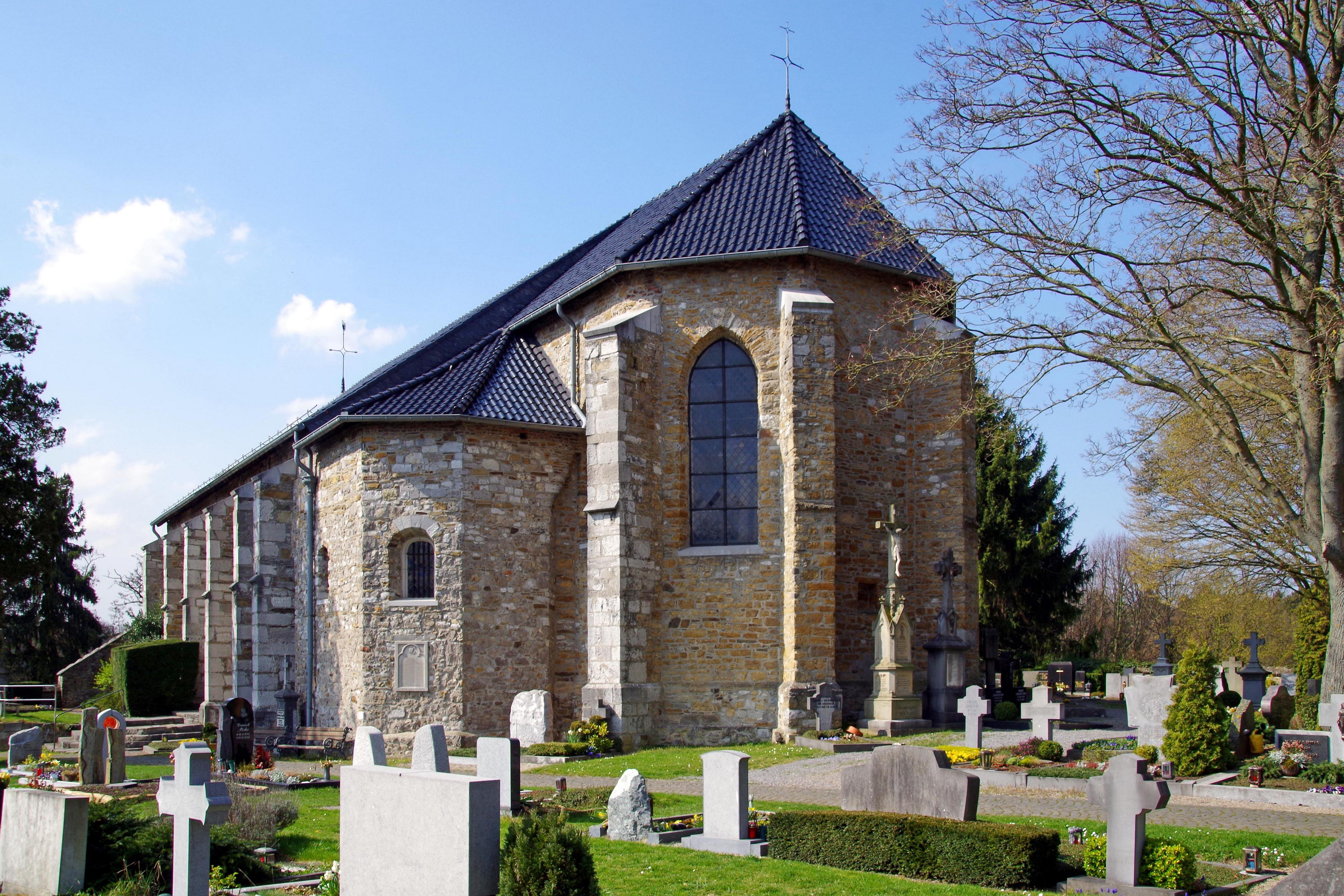
St. Stephanus

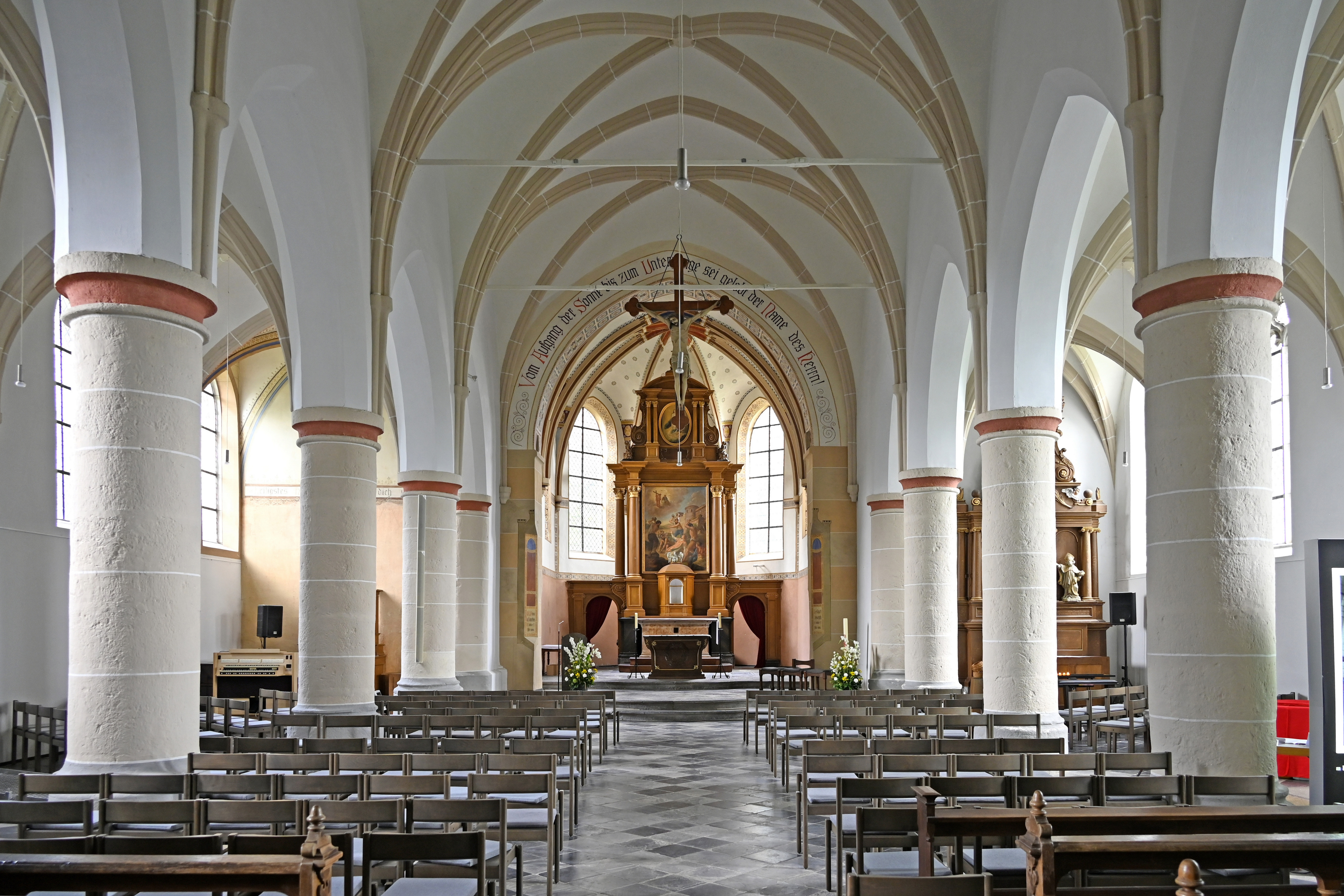
Innenraum mit Blick zum Altar

Die Friedhofskirche St. Stephanus, genannt Bergkirche, ist ein denkmalgeschütztes Kirchengebäude in Kornelimünster, einem Stadtteil von Aachen (Nordrhein-Westfalen).

## Geschichte und Architektur
Die sogenannte Bergkirche am Schildchenweg war ursprünglich die Mutterpfarre des Münsterländchens. Sie wurde erstmals im 12. Jahrhundert urkundlich erwähnt, seit der Säkularisation im Jahr 1802 dient sie als Friedhofskirche.
Die spätgotische Stufenhalle mit einem älteren Westgebäude steht auf einem Bergrücken oberhalb der ehemaligen Abteikirche St. Kornelius. Dem mittleren Schiff im Osten ist eine rechteckige Confessio vorgelagert. Im 14. Jahrhundert wurde eine dreischiffige Halle ohne Querhaus errichtet. Davon sind im aufgehenden Außenmauerwerk Teile und die von Rundsäulen getragenen Spitzbogenarkaden erhalten. Das Mittelschiff wurde bei einem Umbau am Ende des 15. Jahrhunderts erhöht, das Chorjoch und der Fünf-Achtel-Schluss wurden angefügt sowie Kreuzrippengewölbe eingezogen. Die drei ursprünglichen Satteldächer wurden 1835 durch einen Blitzschlag zerstört. Danach wurden die drei Dächer durch ein Gesamtdach ersetzt und am Turm abgewalmt. Eine umfassende Instandsetzung wurde 1900 vorgenommen.

### Turm
Im Erdgeschoss des zweigeschossigen, rechteckigen Turms befindet sich ein dreischiffiger Raum mit parallelen Tonnengewölben. Das Obergeschoss war früher eine zweite Kapelle, im Mittelalter wurde der Turm als Wachturm benutzt.

St. Stephanus
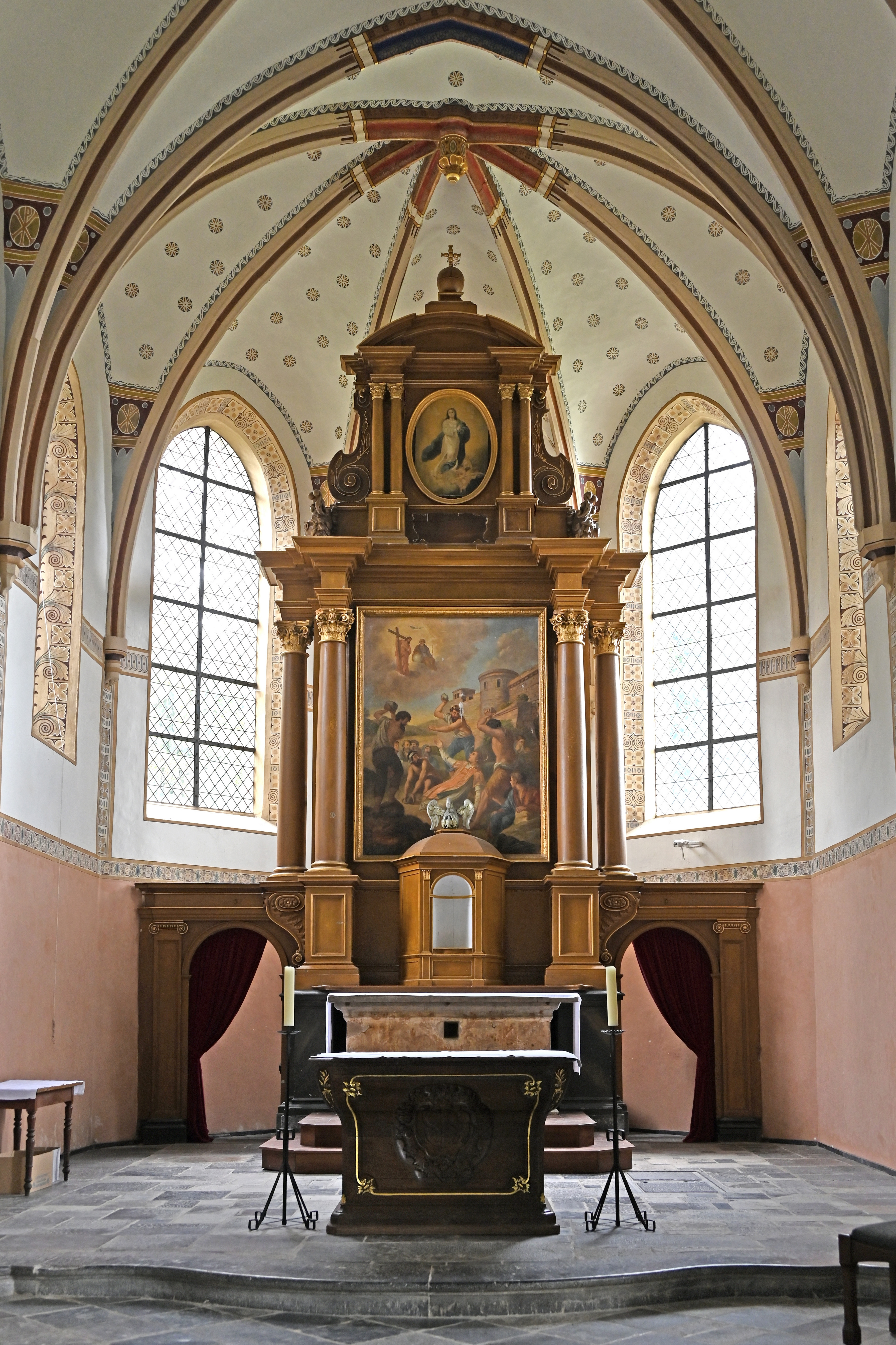
Hochaltar
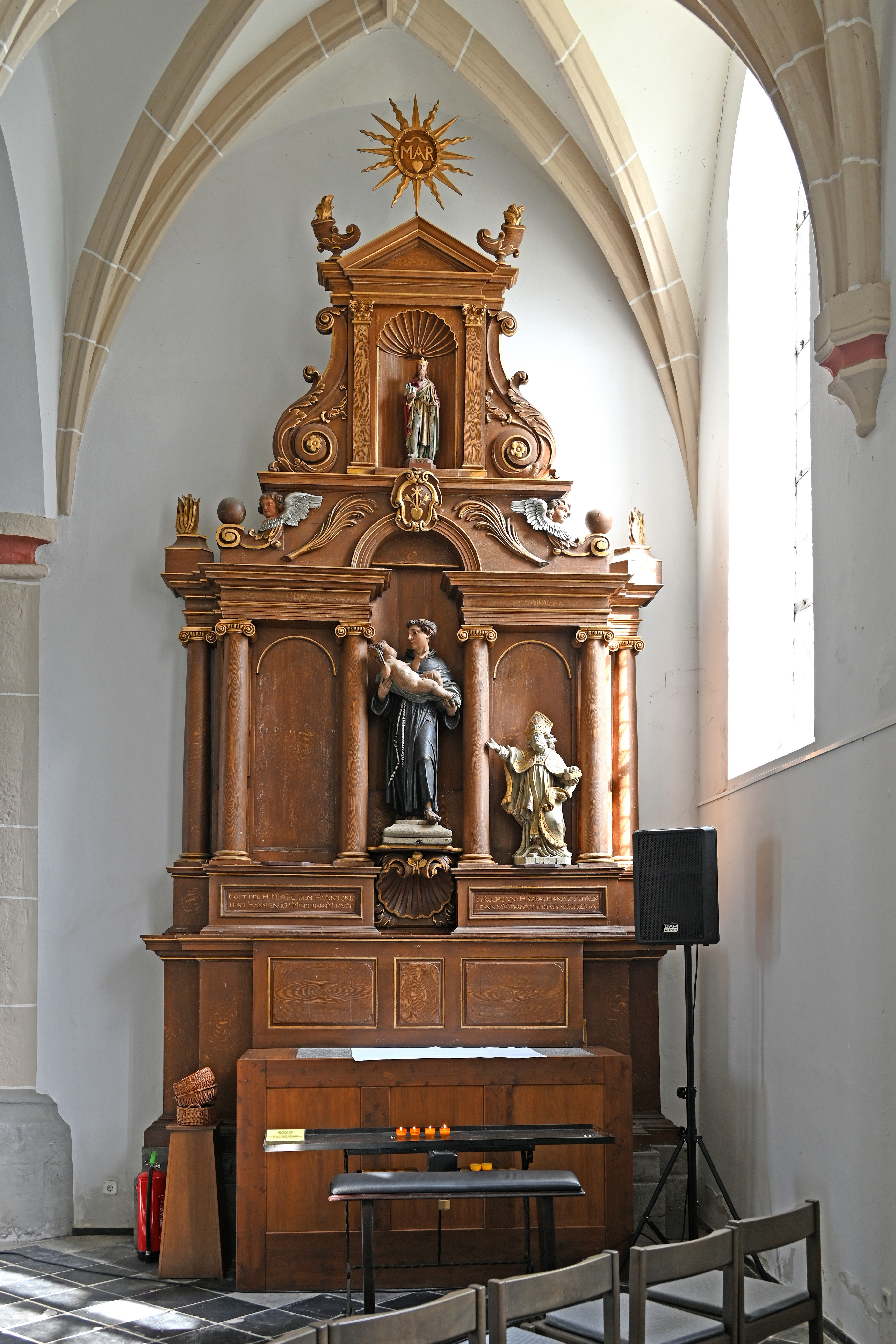
Antonius-Altar
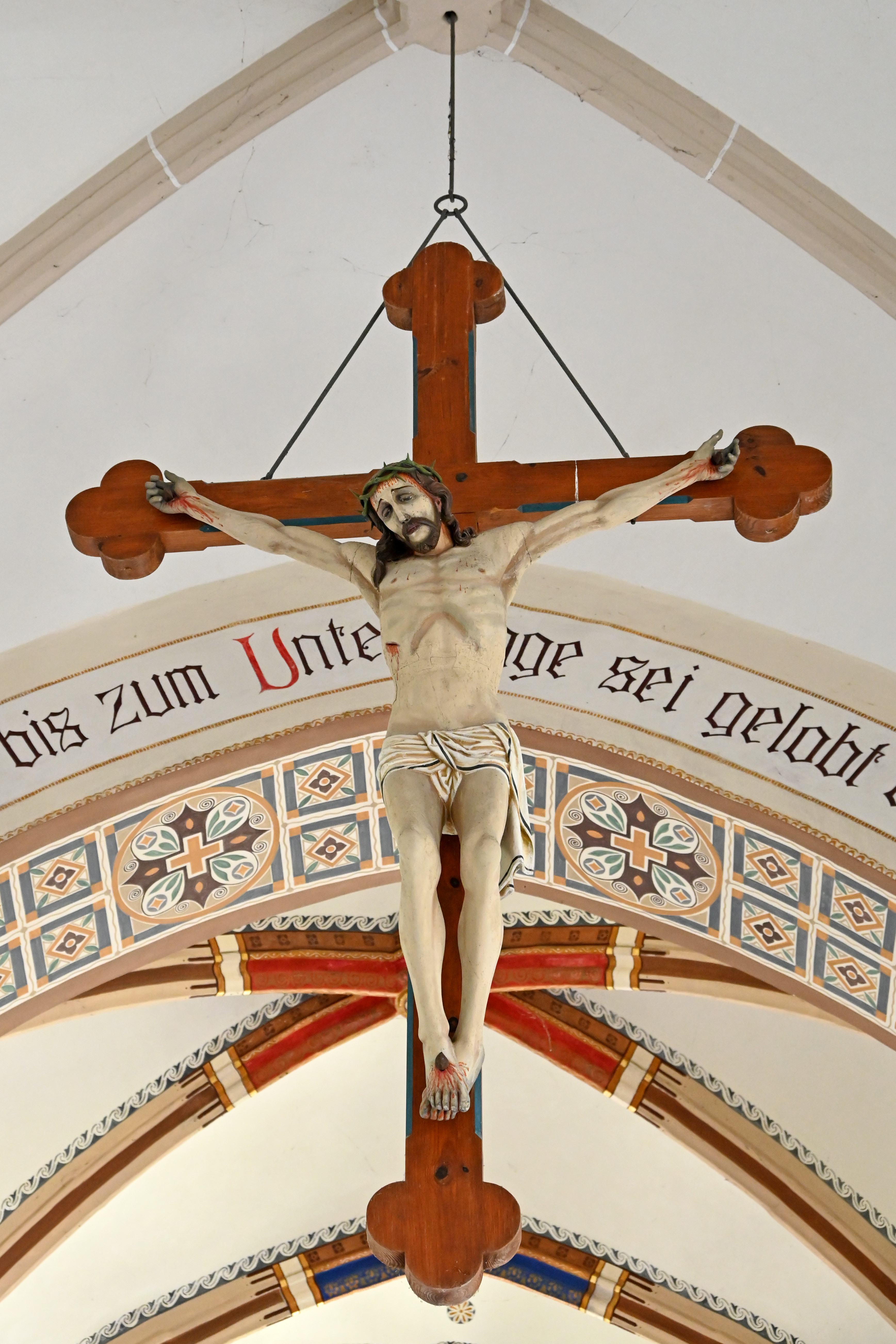
Kruzifix
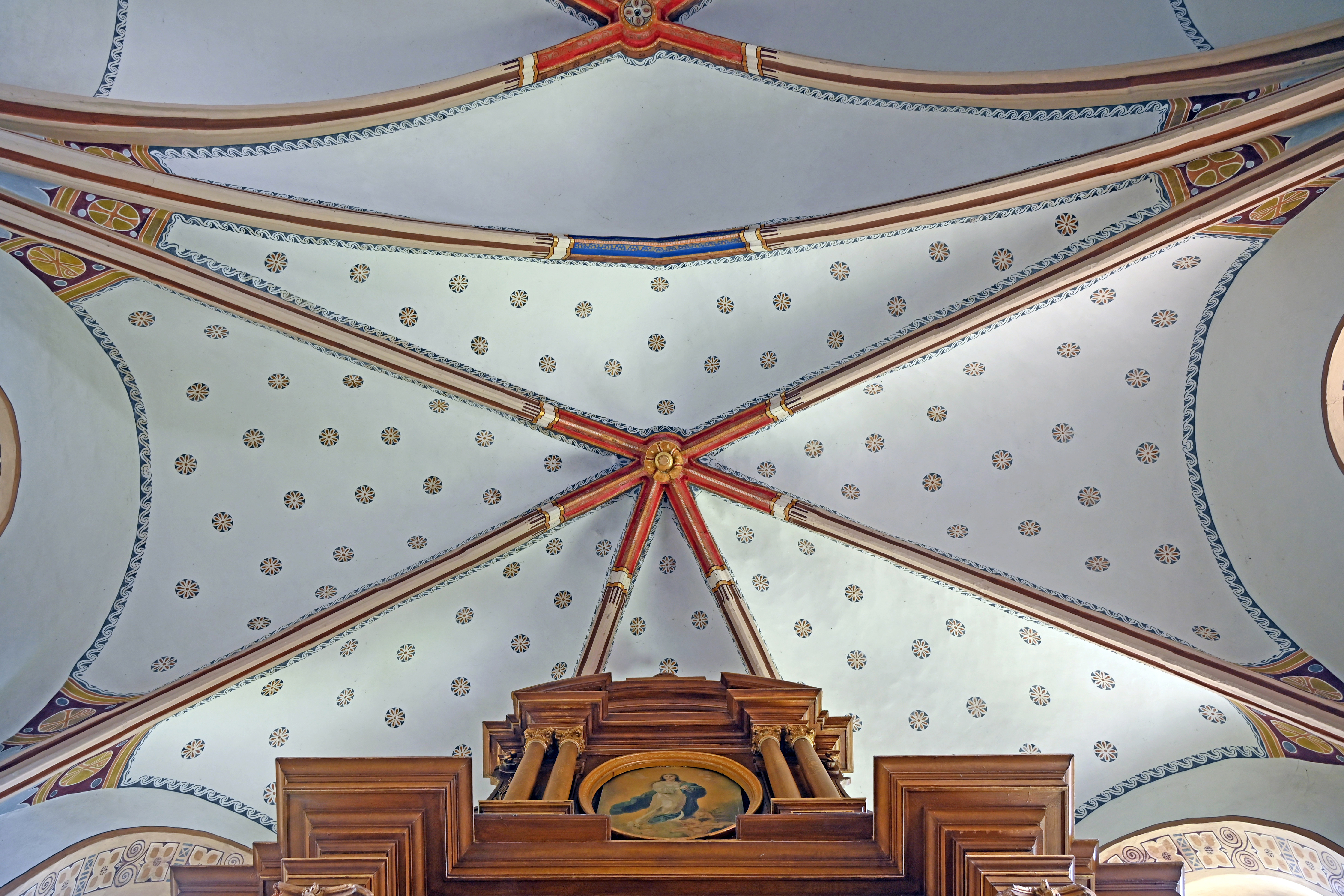
Chorgewölbe
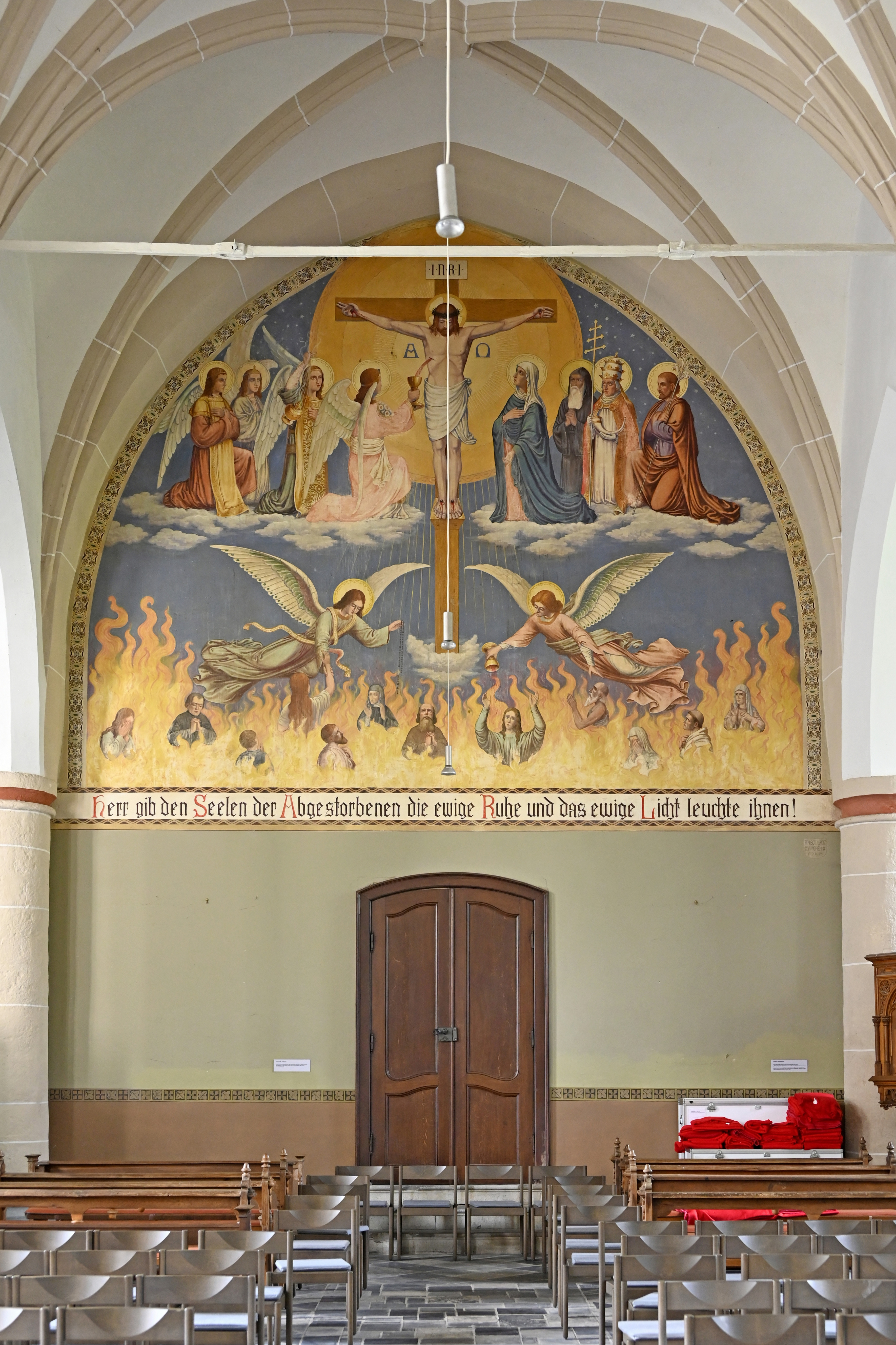
Fresko
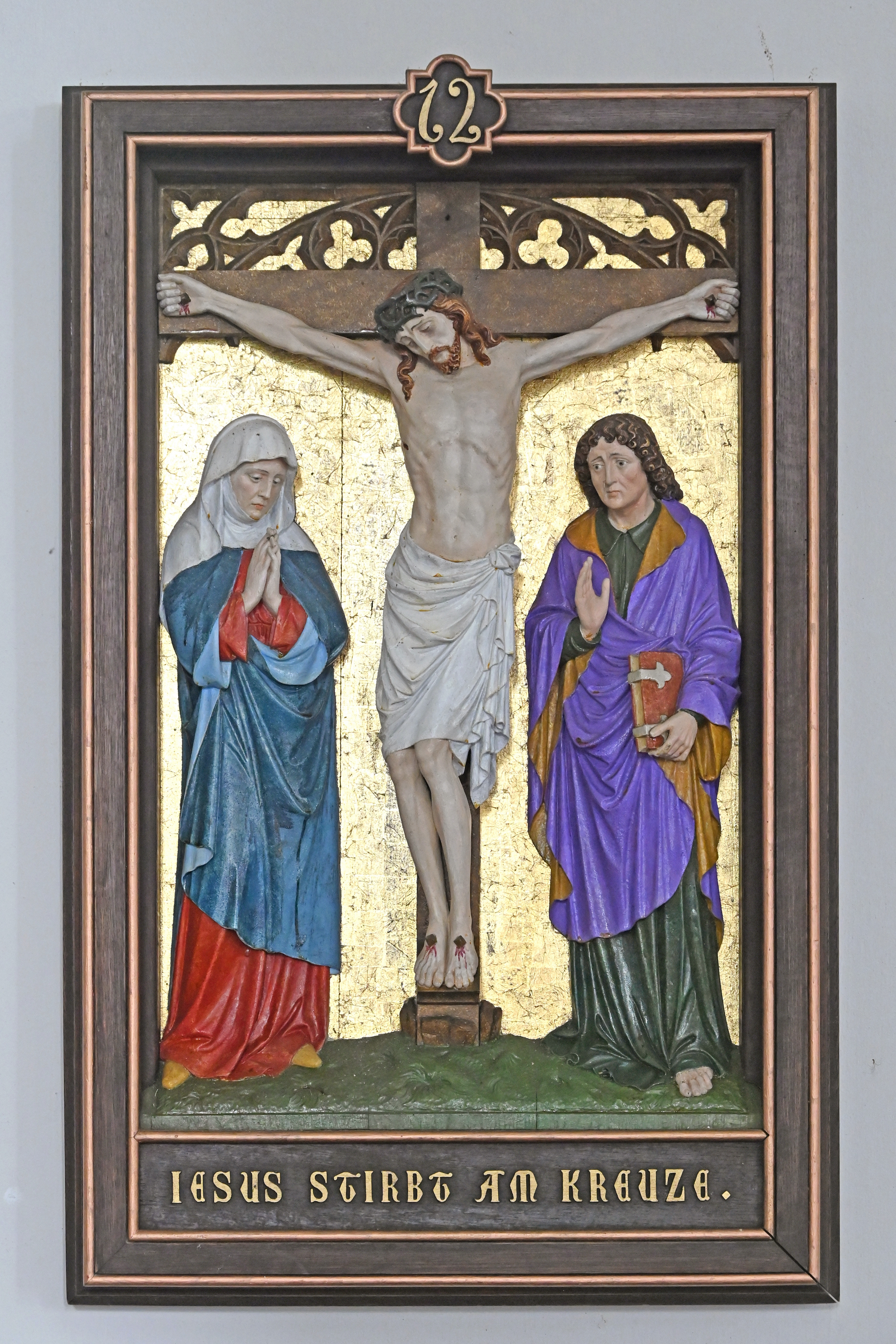
Kreuzweg
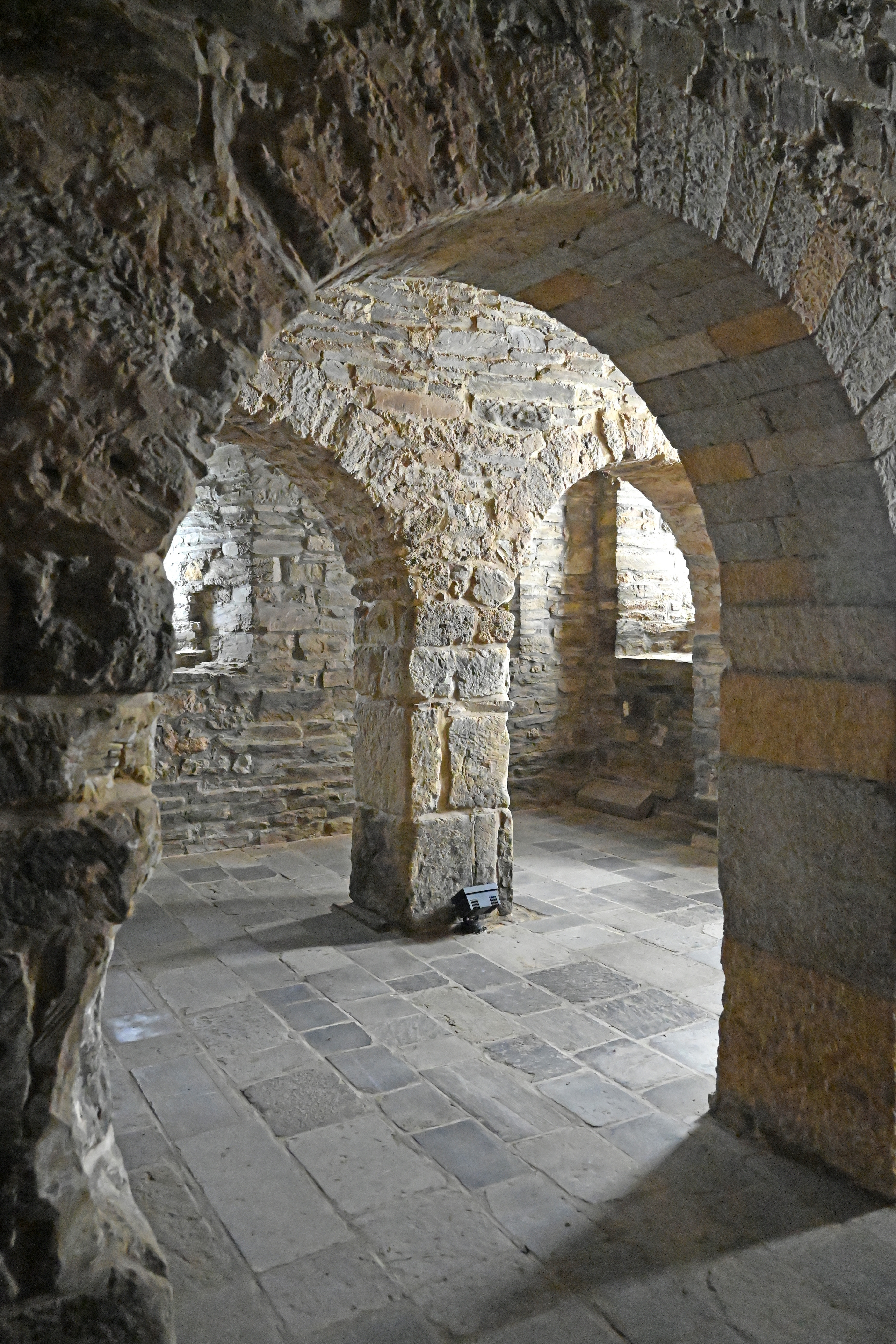
Turmgeschoss